# Стівен Хорвіц
Стівен Хорвіц (англ. Steven G. Horwitz) (7 лютого 1964 — 27 червня 2021) — американський економіст австрійської школи. Хорвіц був заслуженим професором вільного підприємництва на кафедрі економіки в Бізнес-коледжі Міллера при Університеті штату Болл в Мансі, штат Індіана. У 2017 році він вийшов на пенсію як почесний професор економіки Дана в Університеті Святого Лаврентія.

## Раннє життя та освіта
Горвіц народився в Детройті, штат Мічиган, у родині Рональда та Керол Горвіц. Він виріс в Оук-Парку, штат Мічиган та закінчив середню школу Берклі в Берклі, штат Мічиган, в 1981 році. У 1985 році з відзнакою закінчив Мічиганський університет з дипломом бакалавра економіки та філософії, де також брав активну участь у кількох лібертаріанських студентських групах, писав сценарії та виступав у складі скетч-комедійної групи Sunday Funnies/Comedy Company.
Він здобув ступінь магістра (1987) та доктора філософії (1990) з економіки в Університеті Джорджа Мейсона у Ферфаксі, штат Вірджинія. В Університеті Джорджа Мейсона він навчався з Доном Лавуа (який очолював його дисертаційний комітет), Джорджем Селгіном, Карен Вон, Джеймсом М. Б'юкененом, Доном Будро та Річардом Е. Вагнером.

## Професійний шлях
У 1989 році Горвіц приєднався до економічного факультету Університету Святого Лаврентія в Кантоні, штат Нью-Йорк. 1993 року його було призначено завідувачем першої кафедри економіки імені Флори Ірен Егглстон. У 1995 році став доцентом з безстроковим контрактом, а у 2002 році — професором. У 1999 році йому було присуджено щорічну премію Френка Піскора, метою якої є заохочення та визнання оригінальних і постійних досліджень серед викладачів і надання їм можливості поділитися своїми знаннями з академічною спільнотою. У 2003 році він став лауреатом премії ім. Келвіна Кіна, яка відзначає високі стандарти особистої наукової діяльності, ефективного викладання та моральних цінностей. У 2007 році Горвіц був обраний факультетом на одну з шести професорських посад імені Чарльза А. Дана.
В Університеті Святого Лаврентія Горвіц працював заступником декана першого курсу з 2001 по 2007 рік, керуючи університетською програмою першого року навчання. Він консультував інші навчальні заклади щодо програм навчання в режимі реального часу, а також щодо викладання дослідницьких та комунікативних навичок для студентів-першокурсників. Він також був тимчасовим директором Центру викладання та навчання у 2003-04 роках.
Восени 2017 року Горвіц приєднався до кафедри економіки в Університеті штату Болл як заслужений професор вільного підприємництва. Він також був директором Інституту вивчення політичної економії.
Горвіц був багаторічним викладачем літніх семінарів Інституту гуманітарних досліджень та Фундації економічної освіти. Влітку 2007 року він був запрошеним науковим співробітником Центру соціальної філософії та політики Державного університету Боулінг-Грін у Боулінг-Грін, штат Огайо. Горвіц був старшим науковим співробітником Центру Меркатус в Університеті Джорджа Мейсона в Арлінгтоні, штат Вірджинія, де він проводив дослідження ролі Wal-Mart та Берегової охорони у ліквідації наслідків урагану Катріна. Він також був старшим науковим співробітником Інституту Фрейзера в Канаді та членом Товариства Мон Пелерен з 1996 року.
У 2020 році Горвіц став лауреатом Меморіальної премії Джуліана Л. Саймона від Інституту конкурентоспроможного підприємництва за роботу з документування людського прогресу та важливості ліберальних інституцій. У 2019 році він отримав нагороду Prometheus за сприяння економічній грамотності від грецького аналітичного центру KEFiM.
Більша частина професійної роботи Горвіца була присвячена монетарній теорії та макроекономіці з точки зору Австрійської школи, а його книга «Мікропідвалини та макроекономіка», видана у 2000 році, є однією з кращих книг у своїй галузі. Він також зробив внесок в Австрійську економічну школу та історію економічної думки, а також соціальну думку Ф. А. Гаєка. Після цієї книги він досліджував економіку та соціальну теорію сім'ї, в тому числі у своїй книзі «Сучасна сім'я Гаєка: Класичний лібералізм та еволюція соціальних інститутів». Його «Відкритий лист до моїх друзів зліва» у вересні 2008 року став популярним лібертаріанським аналізом іпотечної кризи і був перекладений п'ятьма мовами. Він часто виступав з публіцистичними статтями у великих газетах, брав участь у численних радіопередачах, а також у телепередачах Stossel, Freedom Watch і Smerconish на CNN.
Горвіц ідентифікував себе як лібертаріанця з кровоточивим серцем і був постійним автором веб-блогу «Лібертаріанці з кровоточивим серцем». Він також вносив свій вклад у «Проблему координації».

## Особисте життя
Поза професійними інтересами Горвіц захоплювався хокеєм, особливо «Детройт Ред Вінгс», і класичним роком, особливо групою Rush. У 2003 році він написав дві наукові статті про гурт Rush.
У 2017 році Горвіцу діагностували множинну мієлому. Він публічно розповідав про своє лікування та збирав кошти на дослідження множинної мієломи в соціальних мережах та в інтерв'ю. Він помер 27 червня 2021 року.
Він був одружений на Сарі Сквайр, старшому науковому співробітнику та директору з комунікацій Liberty Fund, і вони мешкали у Фішерсі, штат Індіана, з двома доньками. У нього було двоє дітей, Ендрю і Рейчел, від попереднього шлюбу.